# Leon Wiśniewski

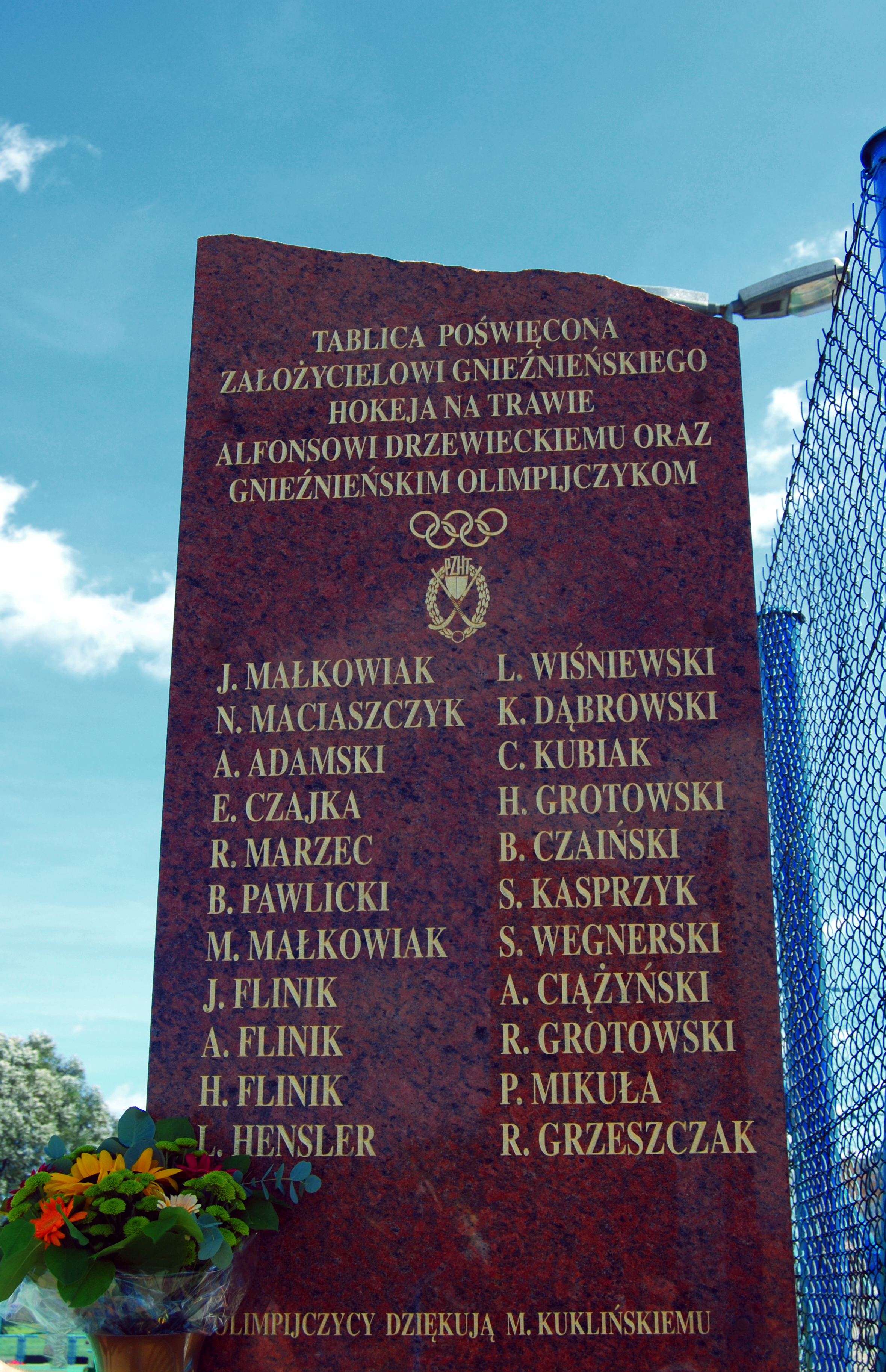
Tablica poświęcona gnieźnieńskim olimpijczykom, wśród nich Leon Wiśniewski.

Leon Wiśniewski (ur. 29 marca 1937 w Gnieźnie, zm. 27 kwietnia 1985 tamże) – polski hokeista na trawie, olimpijczyk z Rzymu 1960.
Mistrz Polski z roku 1960, 1964 (klub Sparta Gniezno).
W czasie kariery sportowej wystąpił w 18 razy w reprezentacji Polski zdobywając 9 bramek.
Na igrzyskach olimpijskich w 1960 roku wraz z partnerami z drużyny zajął 12. miejsce.